# Лялька з мільйонами
«Лялька з мільйонами» — радянський німий художній фільм-комедія режисера Сергія Комарова, знятий в 1928 році на студії «Межрабпомфільм». Прем'єра відбулася 25 грудня 1928 року.

## Сюжет
Два авантюриста — Поль і П'єр Кузіне, намагаються отримати багату спадщину — акції «Тріпполі-каналу», які померла парижанка-мільйонерка мадам Коллі, заповіла племінниці Марусі Івановій, яка мешкає в Москві. Єдина зачіпка — родима пляма на плечі Марусі. П'єр і Поль відправляються в Москву за багатою здобиччю.

## У ролях
- Ігор Ільїнський —  Поль Кузіне
- Володимир Фогель —  П'єр Кузіне
- Ада Войцик —  Маруся Іванова
- Галина Кравченко —  балерина Бланш
- Володимир Чувельов — Міша, студент
- Сергій Комаров — редактор газети
- Павло Полторацький — нотаріус
- Олександр Громов —  молодий чоловік
- Микола Романов — молодий чоловік
- Василь Бокарєв — студент

## Знімальна група
- Режисер — Сергій Комаров
- Сценаристи — Федір Оцеп, Олег Леонідов
- Оператори — Костянтин Кузнецов, Євген Алексєєв
- Художники — Сергій Козловський, Олександр Родченко